# George Marston
George Edward Marston (Portsmouth, 19 marzo 1882 – Taunton, 22 novembre 1940) è stato un artista ed esploratore britannico.
Figlio di un cocchiere, ancora adolescente lascia la sua città natale per trasferirsi a Londra dove studia al Regent Street Polytechnic. Ha partecipato come artista alle spedizioni antartiche Nimrod ed Endurance entrambe sotto il comando di Ernest Shackleton.